# سام ويلسفورد
سام ويلسفورد (بالإنجليزية: Sam Welsford) (و. 1996  م) هو راكب دراجة هوائية أسترالي، شارك في ركوب الدراجات في الألعاب الأولمبية الصيفية 2016.

## سباقات أو مراحل فاز بها
| التاريخ        | السباق                                                                       | المركز                  |
| -------------- | ---------------------------------------------------------------------------- | ----------------------- |
| 01 يناير 2016  | 2016 UCI Track Cycling World Championships – men's team pursuit              |                         |
| 12 أغسطس 2016  | ركوب الدراجات في الألعاب الأولمبية الصيفية 2016 – سباق المطاردة لفرق الرجال" |                         |
| 01 يناير 2017  | بطولة العالم للدراجات على المضمار 2017 – سباق المطاردة الفرقية               |                         |
| 14 يناير 2018  | 2018 People's Choice Classic                                                 | السابع في التصنيف العام |
| 05 يناير 2020  | Bay Cycling Classic 2020                                                     |                         |
| 19 يناير 2020  | 2020 Schwalbe Classic                                                        | الثامن في التصنيف العام |
| 18 مارس 2022   | بريدين كوكسيجدي كلاسيك 2022                                                  | الرابع في التصنيف العام |
| 06 أبريل 2022  | شيلدبرايش 2022                                                               | الثالث في التصنيف العام |
| 12 يونيو 2022  | زي إل إم تور 2022                                                            | الخامس في تصنيف النقاط  |
| 26 فبراير 2023 | طواف الإمارات 2023                                                           | الثامن في تصنيف النقاط  |
| 04 مارس 2023   | سباق جائزة كريكويليون الكبرى 2023                                            | الأول في التصنيف العام  |
| 05 مارس 2023   | جائزة جان بيير مونسيري الكبرى 2023                                           |                         |
| 20 مايو 2023   | فينيندال فينيندال كلاسيك 2023                                                |                         |
| 21 يناير 2024  | داون أندر 2024                                                               | الأول في تصنيف النقاط   |
| 18 يناير 2025  | 2025 Villawood Men's Classic                                                 |                         |
| 26 يناير 2025  | 2025 Tour Down Under                                                         | الأول في تصنيف النقاط   |
| 30 يناير 2025  | 2025 Surf Coast Classic                                                      |                         |

## روابط خارجية
- سام ويلسفورد على موقع الاتحاد الدولي للدراجات (الإنجليزية)
- سام ويلسفورد على موقع أرشيف الدراجات (الإنجليزية)
- سام ويلسفورد على موقع إحصائيات الدراجات الإحترافية (الإنجليزية)
- سام ويلسفورد على موقع CycleBase (الإنجليزية)
- سام ويلسفورد على موقع أوليمبيديا (الإنجليزية)